# 5 MBC 뉴스 경북
《5 MBC 뉴스 경북》은 안동MBC에서 매주 월요일부터 금요일 오후 5시에 방송되었던 안동 지역 저녁 뉴스 프로그램이다.

## 앵커
- 무작위 안동MBC 아나운서

## 경쟁 프로그램
- TBC 대경뉴스광장 (TBC TV)